# 세이빙 레닌그라드
《세이빙 레닌그라드》(영어: Saving Leningrad, 러시아어: Спасти Ленинград)는 2019년 개봉한 러시아의 액션 드라마 전쟁 영화이다.

## 출연
- 안드레이 미로노프-우달로프 - 코스티아 역
- 마리아 멜니코바 - 나스티아 역
- 겔라메스키 - 페트루칙 역
- 아나스타샤 멜니코바 - 나스티아 엄마 역